# Mausoleu del Che Guevara
El Mausoleu del Che Guevara és un complex inaugurat l'any 1988 a Santa Clara (Cuba), que està dedicat al metge argentí Ernesto Che Guevara, heroi de la revolució cubana i company de guerrilla de Fidel Castro. Està format per una gran plaça i una tribuna amb una escultura del Che. Sota d'aquesta estructura hi ha un museu commemoratiu, inaugurat l'any 1997, on hi ha dipositades les restes del Che i d'altres guerrillers. L'exposició permanent del museu fa un recorregut cronològic per la vida del Che, des de la seva infància fins a la seva mort en combat a Bolívia. L'exposició també mostra l'evolució del seu pensament revolucionari.
Aquest complex monumental s'inaugurà l'any 1988 en commemoració del 30è aniversari de la batalla de Santa Clara. En aquesta població del centre de Cuba, el mes de desembre de l'any 1958 Ernesto Che Guevara hi va vèncer les tropes del general Fulgencio Batista i al cap de pocs dies s'anunciava la victòria de la revolució sobre el règim de Batista. A Santa Clara, el Che i els seus homes van capturar un tren blindat que transportava armament i tropes enemigues.